# Pós-cyberpunk
Pós-cyberpunk descreve um sub-gênero da literatura de ficção científica que se supõe emergido do movimento cyberpunk. Como seu predecessor, o pós-cyberpunk se centra em avanços tecnológicos em sociedades de um futuro próximo, geralmente examinando os efeitos sociais das telecomunicações globais, a engenharia genética ou a nanotecnologia. Mas diferentemente do cyberpunk "clássico", as obras desta categoria se caracterizam por ter personagens que atuam para melhorar as condições sociais, ou ao menos pra proteger o status quo da crescente decadência.

## História
O termo "pós-cyberpunk" foi usado pela primeira vez em 1991 descrevendo a edição de bolso do livro de Neal Stephenson "Snow Crash". Lawrence Person argumentava que o termo devia aplicar-se a um gênero emergente, que ele procedia a identificar. Em 1998 publicou um artigo titulado "Notes Towards a Postcyberpunk Manifesto" (Notas Dirigidas a um Manifesto Pós-cyberpunk) no magazine Nova Express; no ano seguinte publicou o artigo no popular site sobre tecnologia Slashdot. O artigo identificava o nascimento do pós-cyberpunk como um evolução do gênero cyberpunk da ficção científica popular dos finais de anos 70 e grande parte dos anos 80, caracterizado por filmes como Blade Runner e obras como Neuromancer de William Gibson.
Como seu sucessor, o pós-cyberpunk nos pinta realidades futuros próximos mais do que histórias de futuros distantes do estilo das space operas. O interesse se centra nos efeitos sociais da tecnologia na própria Terra mais que na viagem espacial. Se diz que o pós-cyberpunk é distinto do cyberpunk nos seguintes aspectos:
- O cyberpunk geralmente retrata os personagens principais como individualistas solitários e alienados dentro de uma distopia. O pós-cyberpunk pelo contrário tende a tratar os personagens como indivíduos mais envolvidos em sua sociedade, que atuam para defender uma ordem social estabelecida ou para criar uma sociedade melhor.
- No cyberpunk, se enfatiza o efeito alienante das novas tecnologias, enquanto que no pós-cyberpunk, "a tecnologia é a sociedade"..

Outras possíveis características:
- Uma descrição mais realista dos PCs, como por exemplo substituir a realidade virtual por algum tipo de rede baseada em Internet com uma sistema de vídeo/voz (ou talvez holográfico) avançado.
- Uma substituição da ênfase nos implantes metálicos pela biotecnologia.